# Revolver Ocelot
Pour les articles homonymes, voir Ocelot (homonymie).
 (octobre 2011).
Si vous disposez d'ouvrages ou d'articles de référence ou si vous connaissez des sites web de qualité traitant du thème abordé ici, merci de compléter l'article en donnant les références utiles à sa vérifiabilité et en les liant à la section « Notes et références ».
Revolver Ocelot est un personnage de jeu vidéo dans la série Metal Gear. Il fait son apparition dans Metal Gear Solid, Metal Gear Solid 2: Sons of Liberty, Metal Gear Solid 3: Snake Eater, Metal Gear Solid: Portable Ops, Metal Gear Solid 4: Guns of the Patriots et dans Metal Gear Solid V: The Phantom Pain.
Il est né le 6 juin 1944. On le nomme aussi Ocelot, Major Ocelot, Shalashaska, Adamska, ADAM et Liquid Ocelot.
Revolver Ocelot est un personnage récurrent, il est d'ailleurs le seul personnage à être présent dans tous les épisodes de la série Metal Gear Solid, mis à part Metal Gear Solid: Peace Walker où il n'est que mentionné (cependant, aucun personnage n'apparaît dans tous les épisodes de la saga Metal Gear).
Spécialiste de l'interrogatoire et tireur hors pair, c'est aussi un ancien Spetsnaz russe qui a servi durant l'invasion soviétique de l'Afghanistan, période durant laquelle il se montra comme un sadique et où on le surnomme Shalashaska (un mot-valise composé d'une déformation du mot russe "Charachka" qui désigne un laboratoire de Goulag, et de "Shaska", là encore une déformation du mot russe "Chachka", désignant un sabre d'infanterie traditionnel autrefois utilisé par l'armée impériale russe ainsi que par les Cosaques.
Revolver Ocelot est un fan de westerns spaghettis, d'où son nom de code, son style vestimentaire et c'est aussi pourquoi son arme de prédilection est le revolver Colt Single Action Army.
Ce personnage est inspiré de l'acteur Lee Van Cleef qui a notamment joué dans les films Le Bon, la Brute et le Truand et New York 1997[réf. nécessaire].

## Histoire
En 1942, The Boss crée l'Unité Cobra dont elle sera l'une des membres. En 1943, The Boss tombe enceinte de The Sorrow. L'enfant nait le 6 juin 1944 lors du débarquement en Normandie. Très peu de temps après, l'enfant est enlevé à sa mère par les Philosophes. C'est le colonel Volgin, membre du GRU, le service de renseignement militaire directement affilié au ministère de la défense soviétique, qui va l'élever et le baptisera Ocelot.
Cependant, Ocelot travaillera toujours pour les Philosophes.

### OpérationSnake Eater
À 20 ans, Ocelot est déjà membre du Spetsnaz avec le grade de major et il est le chef de son propre groupe de combat, l'unité d'élite « Ocelot ». Cependant, il joue le rôle d'un casseur de code de la NSA ayant trahi les États-Unis pour le compte du KGB sous le nom de code « ADAM » mais travaille toujours pour la CIA et la branche américaine des Philosophes, sa mission étant de retrouver l'héritage des Philosophes avec l'aide de The Boss.
Durant la Mission Vertueuse, il devait rencontrer The Boss qui infiltrait les rangs de Volgin mais il rencontra Naked Snake dont la mission était de ramener le scientifique Nikolai Stephanovich Sokolov du côté occidental. Durant l'affrontement, Snake prend le dessus sur Ocelot et sur les membres de son groupe. Il lui fait alors remarquer qu'il devrait utiliser un revolver au lieu d'un pistolet automatique.
Une semaine plus tard, pendant l'opération Snake Eater, Ocelot rencontre de nouveau Naked Snake. Cette fois-ci, Ocelot se bat avec un Colt Single Action Army finement gravé. Une fois de plus, Snake parvient à maîtriser Ocelot. Il lui explique alors que la gravure ne lui offre aucun avantage tactique, et que son arme sied donc davantage à un collectionneur qu'à un soldat. Depuis ce moment-là, l'arme de prédilection d'Ocelot est le revolver Colt Single Action Army.
Avant la fin de l'opération, Snake et Ocelot se rencontrent de nouveau à plusieurs occasions. Il semble que Ocelot commence à se lier d'amitié avec Snake à cette époque bien qu'il soit accidentellement à l'origine de la blessure qui le rendit borgne.

### Metal Gear Solid: Portable Ops
En 1970, c'est Ocelot qui récupère l'autre partie de l'Héritage des Philosophes, alors en possession de la CIA. En effet, il en aborde le directeur alors que celui-ci allait se protéger de la supposée attaque nucléaire qui allait avoir lieu contre le Pentagone, et le tue ainsi que tous ses hommes, faisant passer le meurtre pour un suicide. Ocelot prend alors la valise de ce dernier qui contient l'emplacement des fonds de l'héritage, ainsi que les noms des Philosophes.
Il trahit donc ces derniers, pour le compte d'un informateur inconnu du joueur mais qu'il semble bien connaitre.
Avec Big Boss, Eva, Major Zero, Para-Medic et Sigint, il utilise les fonds de l'Héritage des Philosophes pour créer les Patriotes, le rêve de The Boss. Cependant, un clivage apparait dans le groupe, Big Boss, Eva et Ocelot militant pour la paix et la liberté alors que les trois autres cherchent à trouver un moyen de contrôler l'extérieur depuis l'intérieur.

### Metal Gear Solid V: The Phantom Pain
Après avoir quitté les Patriotes avec Big Boss et Eva, ils se séparent et réintègre au KGB pendant une dizaine d'années où on n'entendra plus parler de lui jusqu'aux événements de la Mother Base. Il aidera Venom Snake (le "fantôme" de Big Boss) à accomplir sa quête au sein des Diamonds Dogs, pendant que le vrai Big Boss œuvre dans l'ombre pour créer Outer Heaven. Ocelot sera le second avec Kazuhira Miller qui aideront Venom Snake sous l'ordre du vrai Big Boss pour pouvoir faire diversion. Ils affronteront notamment Skull Face, chef de la XOF (force de frappe de Cipher, sous le contrôle de Zero). Ocelot ira ensuite après la fin d'Outer Heaven et de Zanzibar Land rejoindre la Russie au sein encore une fois du KGB.

### L'incident sur l'île deShadow Moses
En 2005, Ocelot quitte la Russie pour rejoindre le groupe Fox Hound, prétendant que le nouveau régime lui déplaît.
Mené par Liquid Snake, le groupe FoxHound se révolte et prend le contrôle des installations nucléaires de l'île de Shadow Moses. Ocelot est alors le bras droit de Liquid ; il prétend vouloir restaurer la grandeur de la Mère Russie avec le colonel Sergei Gurlukovitch, du Spetsnaz, mais travaille en réalité pour le président des États-Unis, George Sears / Solidus Snake. Il tue « accidentellement » le chef du Darpa, qui n'est autre que Sigint, au cours d'une séance de torture afin que ce dernier ne révèle pas ses véritables intentions. Il empêche ainsi Liquid Snake d'obtenir les codes des armes nucléaires et élimine un des ennemis de Big Boss. Il combat Solid Snake alors qu'il détient le président d'ArmsTech. Au cours du combat, il prononce une phrase apparaissant dans de nombreux jeux Metal Gear Solid, « You're pretty good ». Il est également amputé de sa main droite par Gray Fox. Il est le seul survivant de l'unité rebelle, fuyant l'île avec les données de l'exercice nucléaire de Metal Gear Rex.
Après l'incident, Ocelot se fait greffer le bras droit de Liquid Snake (par un chirurgien français de Lyon), puis vend sur le marché noir des données sur le Metal Gear qu'il avait réussi à voler.

### Le naufrage du Tanker
Ocelot, toujours allié à Sergei Gurlukovich, monte une opération afin de voler le nouveau prototype de Metal Gear RAY aux US Marines qui le transportent en bateau. Il prétend toujours le faire pour le compte de la Russie, mais juste avant de prendre possession du Metal Gear, il dévoile sa trahison à Gurlukovich et le tue avec le Commandant Scott Dolph, l'officier responsable de l'unité de Marines qui convoyent RAY. Il fait ensuite couler le tanker en déclenchant des explosions de Semtex et fuit le navire à bord du RAY.
En même temps, il prend des photos de Snake grâce à un Cypher faisant croire que c'est ce dernier qui a fait couler le bateau.
On apprend à ce moment que l'esprit de Liquid Snake tente de prendre le contrôle de l'esprit d'Ocelot. On apprendra plus tard que Liquid Snake (enfermé dans le bras droit de Ocelot) ne peut se manifester et prendre contrôle de l'esprit d'Ocelot que seulement en présence de Solid Snake.

### La révolte sur laBig Shell
Pendant la révolte sur la Big Shell, Ocelot aide apparemment Solidus Snake dans son combat contre les Patriotes, le groupe qui possède véritablement le pouvoir et le contrôle sur le gouvernement des États-Unis. Cependant, Ocelot révèle à la fin que toute cette révolte avait été fomentée par les Patriotes, afin d'acquérir des données pour créer une simulation permettant d'entraîner des futurs soldats, et les rendre aussi doués que l'est Solid Snake. Alors qu'Ocelot s'apprête à effacer les dernières preuves restantes (Solidus Snake, Solid Snake, Raiden, et Fortune), Liquid Snake parvient à prendre le contrôle de son esprit. Il part alors avec le Metal Gear RAY dans le but d'éliminer les Patriotes.

### Metal Gear Solid 4: Guns of the Patriots
En réalité, la « possession » de Liquid est une chose nécessaire dans le plan d'Ocelot. On apprend ainsi qu'il a délibérément recréé artificiellement l'âme de Liquid. Il utilise la nanotechnologie pour avoir ses talents et ses réactions et agir comme lui. Les nanomachines ne permettant pas de transformer son âme mais juste d'agir comme Liquid, insuffisant pour leurrer les Patriotes. Aussi, il subit une psychothérapie pour « devenir » Liquid et utilise l'auto-suggestion hypnotique pour bien avoir conscience d'être Liquid. Ainsi, Ocelot se sacrifie presque pour accomplir son objectif : détruire les Patriotes. Il est alors nommé Liquid Ocelot.
Liquid enclenche son plan, poussant à l'action Solid Snake et Otacon : prendre le contrôle du système de contrôle des nanomachines. Le plan se déroule exactement comme prévu et Solid Snake peut détruire les IA des patriotes au moment où Liquid allait détruire le JD. À la fin du combat, Liquid Ocelot vaincu, redevient Revolver Ocelot et reconnait en Snake le double de Big Boss avant de mourir. Il meurt d'une crise cardiaque à l'âge de 70 ans, causée par le nouveau virus FoxDie en disant « You're pretty good ».